# Lenka (Słowacja)
Lenka – wieś (obec) na Słowacji położona w kraju bańskobystrzyckim, w powiecie Rymawska Sobota. Pierwsze wzmianki o miejscowości pochodzą z roku 1323. 
Według danych z dnia 31 grudnia 2012, wieś zamieszkiwało 187 osób, w tym 99 kobiet i 88 mężczyzn.
W 2001 roku rozkład populacji względem narodowości i przynależności etnicznej wyglądał następująco:
- Słowacy – 35,64%
- Ukraińcy – 0,5%
- Węgrzy – 63,86%

Ze względu na wyznawaną religię struktura mieszkańców kształtowała się w 2001 roku następująco:
- Katolicy rzymscy – 21,78%
- Grekokatolicy – 1,49%
- Ewangelicy – 34,16%
- Ateiści – 0,5%